# تسيلي نكادجى (آيت وادوز الجبل)
تسيلي نكادجى هو دُوَّار يقع بجماعة أغمات، إقليم الحوز، جهة مراكش آسفي في المملكة المغربية. ينتمي الدوّار لمشيخة آيت وادوز الجبل التي تضم 23 دوار. يقدر عدد سكانه بـ 320 نسمة حسب الإحصاء الرسمي للسكان والسكنى لسنة 2004.

## روابط خارجية
- البوابة الوطنية للجماعات الترابية نسخة محفوظة 12 مارس 2018 على موقع واي باك مشين.
- المندوبية السامية للتخطيط